# Guillem August de Cumberland
El príncep Guillem August de Gran Bretanya (Londres, 26 d'abril de 1721 - Ibíd., 31 d'octubre de 1765), KG, fou el fill menor de Jordi II de Gran Bretanya i de la margravina Carolina d'Ansbach. És, en general, més conegut per haver sufocat l'aixecament jacobita en la batalla de Culloden en el 1746.

## Infantesa i joventut
Guillem va néixer a la Casa Leicester (ara Leicester Square), Londres, on els seus pares s'havien mudat després que el seu avi, Jordi I, acceptés ocupar el tron britànic. El 27 de juliol de 1726, amb quatre anys, va ser nomenat Duc de Cumberland, Marquès de Berkhamstead al Comtat de Hertford, Comte de Kennington al Comtat de Surrey, Vescomte de Trematon al Comtat de Cornualla i Baró de l'Illa d'Alderney. El jove príncep va ser educat per Andrew Fountaine i es va convertir en el favorit dels seus pares (fins a tal punt que el seu pare consideraria més tard com fer-ho prevaler en l'herència sobre el seu germà gran, Frederic, Príncep de Gal·les). 

## Carrera militar
Guillem va mostrar valentia i habilitat física des de la seva joventut. En 1740 es presenta voluntari sota les ordres de Sir John Norris, però aviat va perdre interès per l'Armada i el 1742 va entrar en l'exèrcit de terra. Al desembre de 1742 va ser nomenat General de Divisió (Major-General) i, després de la batalla de Dettingen el 1743, Tinent General (Lieutenant-General).

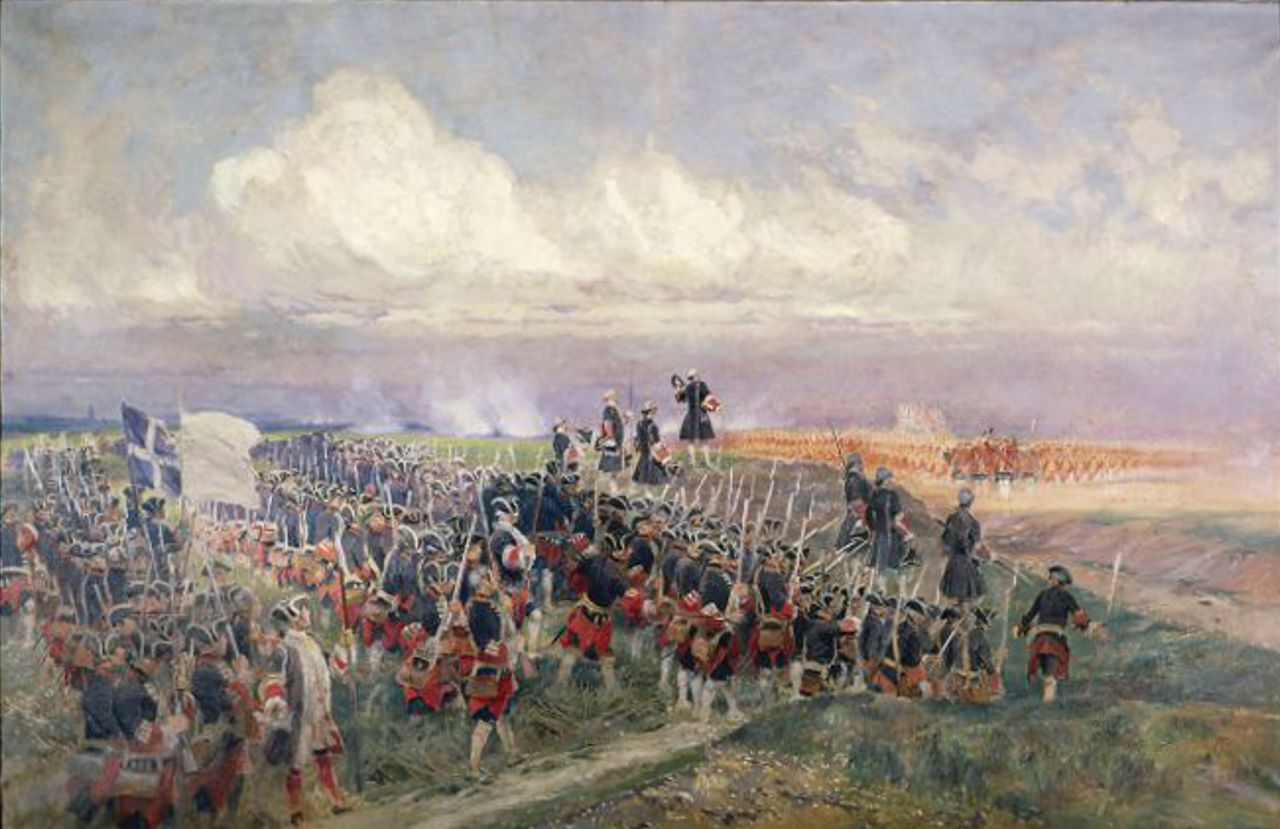
La batalla de Fontenoy va ser la primera sota el comandament de Guillem August

### Guerra de Successió Austríaca
El 1745, després de ser nomenat Capità General (Captain-General) de l'exèrcit de terra britànic, Guillem va ser enviat a Flandes com a Comandant en Cap de les forces aliades britàniques, hannoverianes, austríaques i neerlandeses, sent derrotat pels francesos en la batalla de Fontenoy l'11 de maig d'aquell any.

### Rebel·lió jacobita - «La Quaranta-cinc»
Guillem va ser triat per posar fi a la reeixida carrera de Carles Eduard Stuart, conegut com el Jove Pretendent, en la rebel·lió jacobita de 1745.
Quan va tornar de Flandes, va començar amb els preparatius per sufocar la insurrecció. Es va unir a l'exèrcit sota les ordres de John Ligonier i va començar a perseguir a l'enemic, però la retirada de Stuart a Derby va desbaratar els seus plans. Després de prendre Carlisle es va retirar a Londres, fins que les notícies de la derrota de Hawley a Falkirk van despertar de nou la por al poble anglès, qui va dipositar les esperances del país en el duc. Va ser nomenat comandant de les forces armades a Escòcia.

#### Culloden
Immediatament després d'arribar a Edimburg el 30 de gener de 1746, va començar la cerca del Jove Pretendent. Va dirigir-se a Aberdeen, on va passar algun temps entrenant a les ben equipades tropes, ara sota les seves ordres, per a les peculiars característiques de la guerra a la qual eren a punt d'incorporar-se. El 8 d'abril de 1746 va partir d'Aberdeen a Inverness i, el 16 d'abril, es va lliurar la decisiva batalla de Culloden, en la qual les forces del Jove Pretendent van resultar completament derrotades.

#### «Carnisser Cumberland»
«Carnisser Cumberland» fou el sobrenom que li donaren els seus enemics polítics, entre els que hi havia el seu germà, Frederic Lluís. Igual que Oliver Cromwell a Irlanda, William va actuar d'una forma implacable. No obstant, quan la guerra va acabar, els pobles d'Escòcia, Anglaterra i les colònies el van reconèixer com a salvador de l'amenaça jacobita; per exemple, va rebre un doctorat honoris causa per la Universitat de Glasgow.

### Pau
Durant els deu anys de pau des de 1748, Cumberland es va ocupar principalment dels seus deures com a Capità General, i el resultat del seu treball es va fer palès en el comportament de l'exèrcit en la Guerra dels Set Anys. La seva impopularitat, que s'havia incrementat sense parar des de Culloden, va interferir molt en el seu èxit en política, i quan a la mort del príncep de Gal·les, el seu fill, sent menor d'edat, va heretar el tron, el duc no va poder aconseguir fer-se amb la regència, que va passar a la princesa vídua de Gal·les, qui el considerava un enemic.

### La Guerra dels Set Anys
En 1757, després d'esclatar la Guerra dels Set Anys, Cumberland va marxar al capdavant de l'exèrcit liderat per Gran Bretanya per defensar Hannover. En la batalla de Hastenbeck, prop de Hamelín, el 26 de juliol de 1757, va ser derrotat per les superiors forces de Louis Charles César Le Tellier. Al setembre del mateix any, la seva derrota gairebé s'havia convertit en desgràcia. Portat d'un lloc a un altre, i assetjat pels francesos de Richelieu, es va rendir en el monestir de Zeven el 8 de setembre, i després de la Convenció de Kloster-Zeven va acceptar evacuar Hannover.

## Últims anys
Al tornar a Anglaterra, va renunciar als càrrecs públics que havia ocupat i es va retirar a la vida privada. No va intentar justificar la seva conducta, aplicant-se la disciplina que havia inculcat en altres. Durant un temps va viure a Cumberland Lodge, Windsor, i més tard a Londres, participant poc en política. Va fer molt, no obstant això, per reemplaçar com a primers ministres a Bute i a Grenville i per restituir a Pitt en aquest càrrec. Després de pujar al tron el seu nebot, Jordi III, va competir amb la seva cunyada, la princesa vídua de Gal·les, pel lloc de regent en temps d'emergència. Poc abans de la seva mort, se li va demanar que obrís les negociacions amb Pitt per al seu retorn al poder, la qual cosa va ser, no obstant, infructuosa.
El duc va morir sobtadament en Upper Grosvenor Street, a Londres, el 31 d'octubre de 1765, segons sembla per un infart de miocardi a causa de la seva obesitat, als 44 anys. Va ser enterrat en la capella d'Enrique VII en l'abadia de Westminster.